# (13733) Dylanyoung
(13733) Dylanyoung (1998 RA59) – planetoida z grupy pasa głównego asteroid okrążająca Słońce w ciągu 3,52 lat w średniej odległości 2,31 j.a. Odkryta 14 września 1998 roku.